# Gábor Modos (fotograf)
Gábor Módos (3. května 1939, Szombathely) je maďarský fotograf, model, fotograf aktů a kameraman. Proslul především svými barevnými reklamami a fotografiemi aktů.

## Životopis
Jeho otec byl Imre Módos, jeho matka Erzsébet Horváthová. Po absolutoriu se začal věnovat fotografii ve Fotoklubu Savaria. Chtěl jít na střední uměleckou školu, ale protože byl v Pešti, rodiče mu to nedovolili. Vystudoval strojní průmyslovou školu v Szombathely, poté získal diplom v oboru rostlinného inženýrství na téže Vyšší technické škole, ale Gábor Módos se zajímal především o fotografii.
Byl přijat na Vysokou školu technickou, ale protože jeho bratr v té době zběhl, poznámka nebyl přijat. Fotografuje od svých 18 let, když opravoval a zkoušel fotoaparát, oslovil vedoucího Fotoklubu Savaria, aby sehnal film značky Ofotértből, protože v té době nebylo snadné ho získat.
V letech 1963 až 1967 byl kameramanem ve Filmovém studiu Savaria. Natočil několik krátkých filmů z okresu Vas, které se zde promítaly a několik jich bylo archivováno. Pracoval v různých technických zaměstnáních, dokud se jeho zaměstnáním nestalo fotografování. Dlouhou dobu byl fotografem Výzkumného ústavu zemědělských strojů v Gödöllő. Endre Schwanner jej vyzval, aby s ním dělal technické fotografie. Právě zde získal zkušenosti, které později zúročil, neboť vedle své práce fotografoval i výstavy a výběrová řízení. V druhé polovině 60. let se po nafocení koncertu, stal téměř výhradním fotografem zpěvačky Zsuzsy Koncz, která s uvedením v rubrice Ez a Divat Művészbebáró souhlasila pouze v případě, že ji nafotí Gábor Módos. - pak teprve mohl jít snímek do redakce.
Od roku 1977 je na volné noze, žije a pracuje v Budapešti. Fotografování je povolání i koníček.
Primárně fotograf portrétů a aktů, ale vyzkoušel si všechny žánry. Když v roce 1963 získal se svým ležícím aktem v Dunaújvárosu zlatou medaili, patřilo focení nahoty spíše do zakázané než tolerované kategorie, ve své době šlo o zásadní průlom. Mimochodem s akty začal pracovat pod vlivem Józsefa Németha (fotografa) : zaujala ho umělcova fotografie s názvem Gyöngyvirágos akt, pod jejímž vlivem vytvořil své první takové dílo, které dostalo název Orchidea.

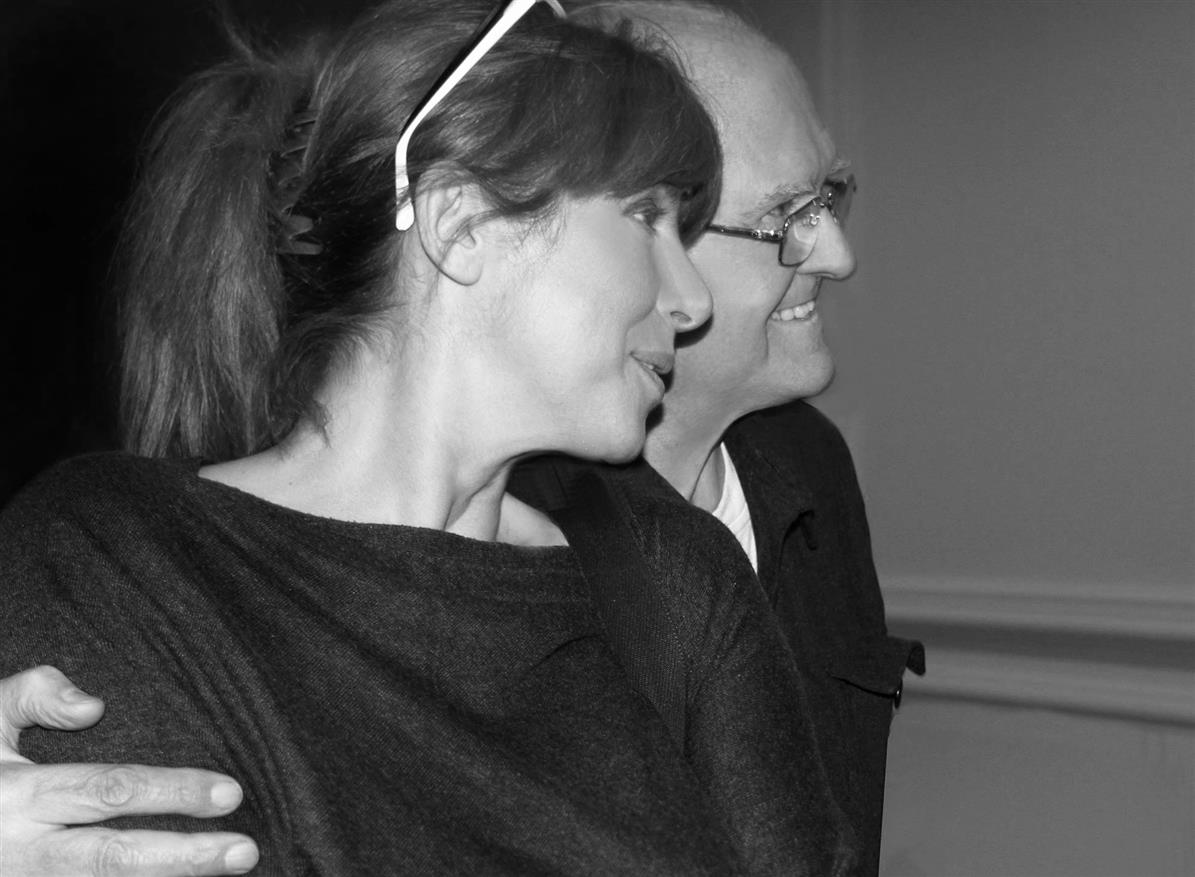
Gábor Modos (Foto: Gyöngyi Rózsavölgyi)

Působil také v redakci Ez a Divat, jako externě zaměstnaný fotograf. Zsuzsa Koncz byla pozvána do magazínu Ez a Divat pro sérii fotografovanou Gáborem Módosem. Po dokončení obrázků byl požádán, aby pro noviny pracoval. Úspěch byl dočasný, protože po práci, kterou také považoval za špatnou, už jeho práce nebyla potřeba. Dobře vyfotografoval Annu Šafrankovou, šéfredaktorku listu Mártu Zsigmond, prohlédl si snímky a hned je vzal zpět do novin. Gábor Módos pracoval téměř se všemi modely 70. a 80. let.
Fotografoval pro průmysl, jako například: továrna na ledničky Jászberény - Export-Import firmy - Elektroimpex, Tannimpex Hungarotex, Képzőművészeti Kiadó a módní firmy - např. Fashion Institute, OKISZ Labor. Nafotografoval také mnoho obalů desek, obalů CD, plakátů (Fabulon, Caola atd.).
Žije vážným profesním a společenským životem. Od 90. let 20. století vždy zastával určitou pozici v Asociaci maďarských fotografů a Národní asociaci maďarských umělců (MAOE). Účastní se jako člen porot mnoha fotografických soutěží a jako zahajovací akt na výstavách.
Dne 3. května 2019 byla v Szombathely v kulturním centru AGORA Szombathely zahájena výstava celoživotního díla fotografa s názvem Gábor Modos 80 let. Výstavu zahájil fotograf József Tóth (Füles). Mezinárodní taneční soutěž Savaria je spojena i se jménem Gábora Módose, který soutěžící zvěčnil. Významnou část jeho fotografií tvoří portréty, na kterých zobrazuje ženskou krásu. K jeho fotografiím aktů sdělili publiku, že AGORA - Kulturní a sportovní centrum je jedním z mála míst v Maďarsku, kde jsou jeho díla tohoto žánru prezentována. Kromě portrétů jsou na vystavených obrazech také obrazy Budapešti, Indie a Egypta.

## Členství
- Od roku 1960 člen Savaria Photo Club v Szombathely,

V letech 1965 až 1968 byl jejím generálním tajemníkem
- Od roku 1966 až do jejího založení byl zakládajícím členem tvůrčí skupiny Studio Nadar
- Člen Asociace maďarských fotografů od roku 1970,

V letech 1986 až 1989 byl členem představenstva, poté vedoucím Senior Creative Group
- Člen Budapešťského fotoklubu od roku 1974
- Člen MAOE od roku 1976,

Od roku 1996 předseda odboru fotografie, od roku 1998 místopředseda svazu, poté předseda dozorčí komise
- Člen Maďarské reklamní asociace od roku 1989, člen představenstva v letech 1996 až 1999
- V letech 1991–2011 člen správní rady Maďarské fotografické nadace [m 4][6][7]
- Od roku 1996 člen představenstva HUNGART Visual Artists Joint Management Association[8]
- Od roku 1998 je členem Vyšší odborné školy fotografie Národního kulturního fondu,[9]

V letech 2000 až 2002 byl jejím prezidentem

## Samostatné výstavy
- 1999 - 60 let, Savaria Museum, Szombathely
- 1999 - 60 let, Palme Ház, Budapešť
- 2000 - 60 let, Galerie Duna, Budapešť; Galerie křesťanského klubu mládeže, Eger
- 2002 - 60 let, Showroom maďarských elektrických závodů, Budapešť
- 2007 - 60 let, Pécs, Mecseki Photo Club
- 2009 - 70 let, Galerie Duna
- 2014 - 75 let, Kulturní centrum MOM
- 2018 - Kulturní centrum Vágfalvi Ottó, výstava s názvem Aktual(ual).
- 2019 - "Gábor Módos 80 let", výstava jeho celoživotního díla, Szombathely

## Skupinové výstavy (výběr)
- 1961 – Národní výstava sportovních fotografií, Szombathely
- 1963 – Národní výstava fotografií, Dunaújváros
- 1965 – Národní výstava fotografií, Budapešť
- 1966 – Národní výstava fotografií, Győr
- 1969 – Národní jubilejní výstava, Debrecín
- 1970 – Mezinárodní výstava fotografií, Budapešť
- 1982 – Národní výstava fotografií, Budapešť
- 1987 - Maďarská fotografie, Budapešť
- 1993 - Maďarská fotografie, Budapešť
- 1997–2003 MAOE - Photo Salon, Budapešť
- 2001 - Národní výstava fotografií, Budapešť
- Od roku 2005 se každý rok konají výstavy kreativních táborů MAOE a výstavy Senior asociace maďarských fotografů

## Knihy

### Nezávislý svazek
- Akt-album (úvod napsal Lajos Végvári), vydavatelství Képzőművészeti, Budapešť, 1987.

### Publikace Maďarské asociace fotografických umělců (jako editor)
- Nagy Lajos képei 50 év fotóiból, 1956-2006 (katalog, výstava v Budavarském paláci Národní knihovny Széchény a na Vysoké vojenské technické škole Jánose Bolyaie Univerzity národní obrany Zrínyi Miklóse), 2006.

Putovní výstavní katalogy Senior Creative Group
- Maďaři, 2015.
- Věčná žena, 2014.
- Svět umění v centru pozornosti 2012-2013, 2012.
- 2011 - Rok rodiny 2011-2012, 2011.

### Další knihy (jako redaktor)
- Moje vize v šesti tématech, 1960-2011 (katalog, výstava fotografií Lajose Nagye) Budapešť, 2011.
- Chvála cihly, Hódmezővásárhely, 2010 (katalog, výstava fotografického oddělení Národní asociace maďarských umělců), Hódmezővásárhely, 2011.

### Další knihy (pro které fotografoval)
- A vendéglátás aranykönyve, vydaná Eastin West Kft., Budapešť, 1995 a 1996.
- Dezső Fehér: Kincsem, a magyar csoda (Můj poklad, maďarský zázrak) Litografie, nakladatelství Gazda, Debrecen, 1998.
- Balázs Feledy; Jade Niklai: Mesterecsetek (anglický název: Master's brush; s fotografem Jánosem Flohrem), vydalo nakladatelství Mesterprint/EastinWest, Budapešť 2002.
- Endre Varjas: Zsuzsa Koncz (životopisná kniha, s fotografem Ivánem Bellerem), Ab Ovo Kiadó, Budapešť, 1992.

## Publikace autora
- assányi Béla (1923-1999): A Magyar Királyi Honvédségtől a fotóművészetig / Béla Vassányi (1923-1999): Od královské maďarské armády k fotografii, časopis Fotografie XLII. rok 1-2. číslo, 1999.[10]

## Ocenění
- 1961 - Čestná cena na Národní výstavě sportovních fotografií
- 1963 – zlatá medaile Národní fotografické výstavy (krajinářský akt[2])
- 1969 - Čestná cena na Celostátní jubilejní výstavě
- 1978 - DIVAT III '77, získal cenu na Národní výstavě fotografie
- 1990 - Cena Józsefa Pécse
- 2004 - kreativní cena MAOE
- 2013 - cena EMMI (sdílená s Miklósem Szőcs TUI)[11]
- 2013 – cena MAOE Golden Cassette Lifetime Achievement Award[12]
- 2015 - Cena Asociace maďarských fotografických umělců za celoživotní dílo[2]

## Galerie

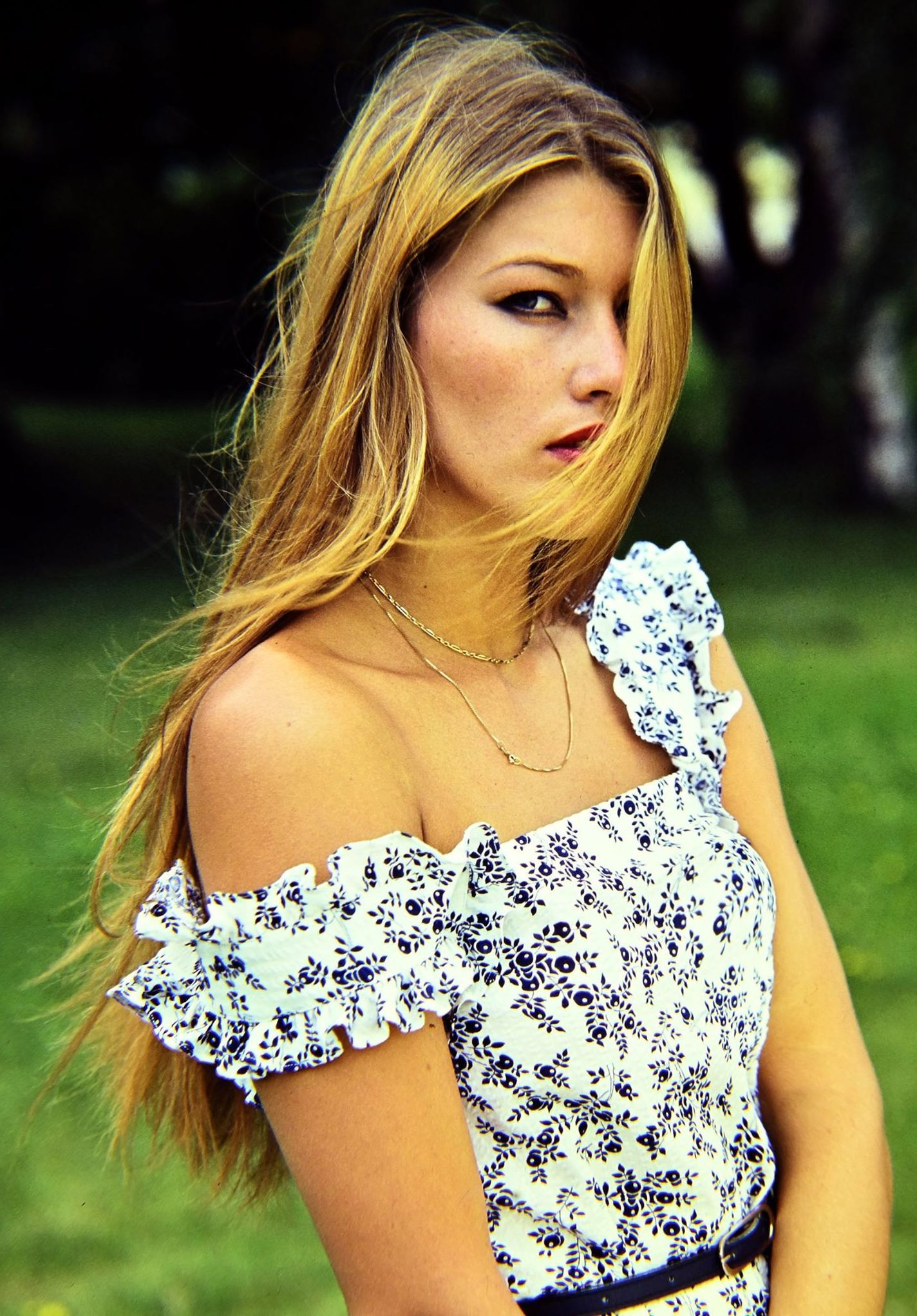
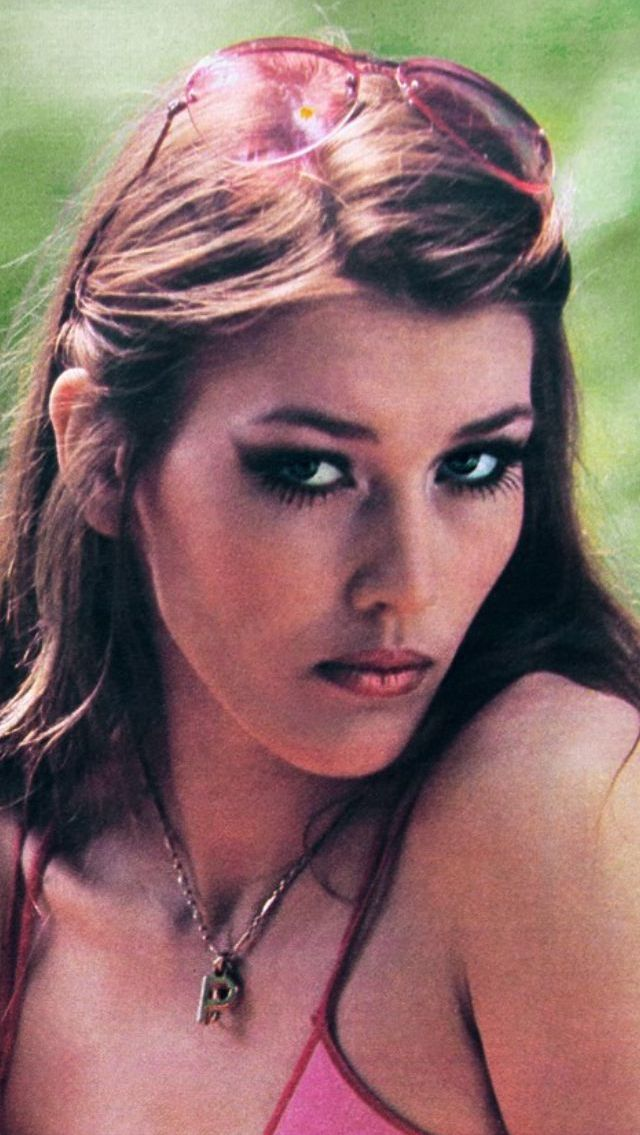
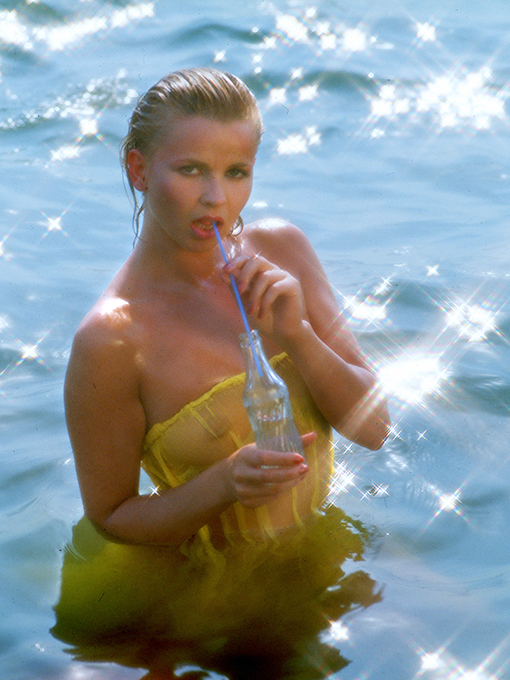
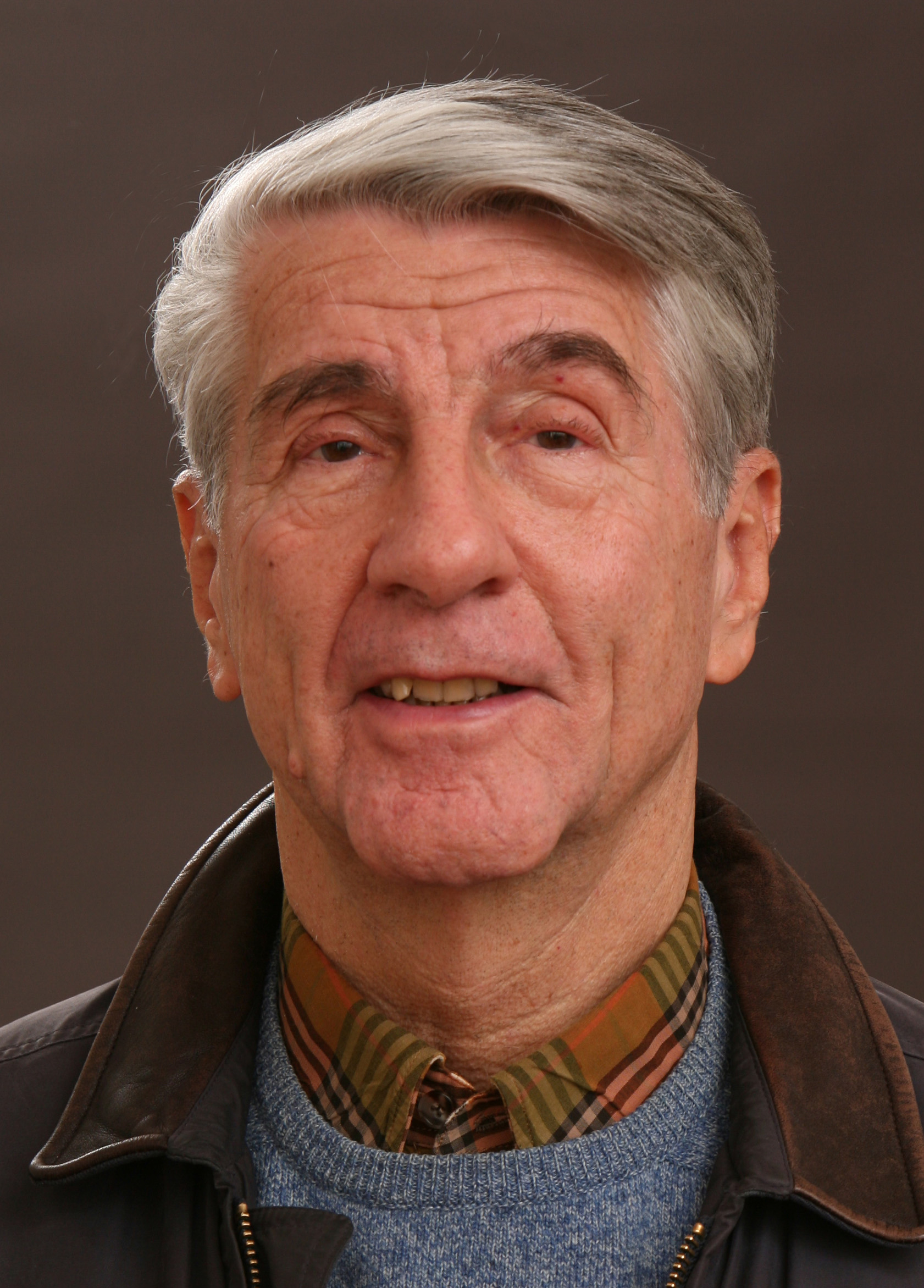
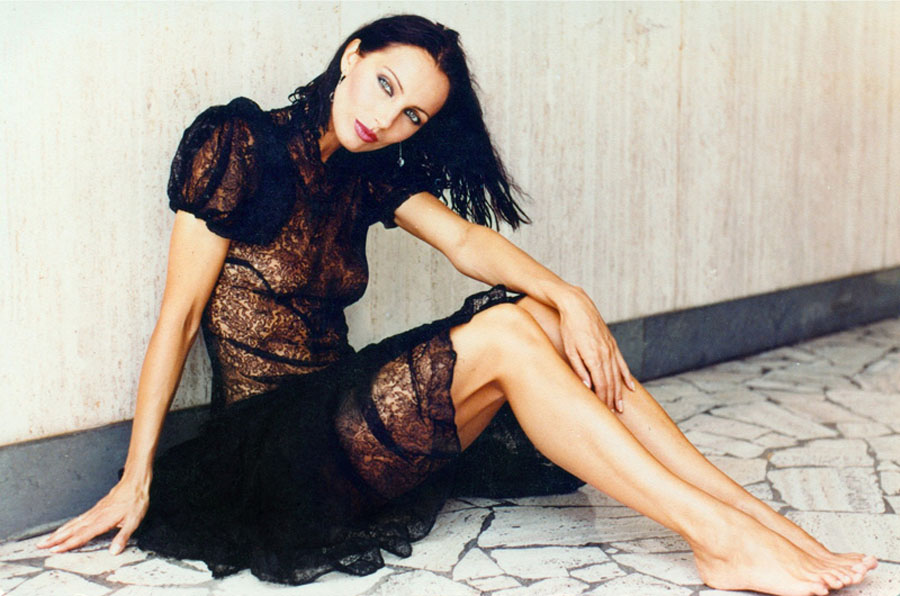
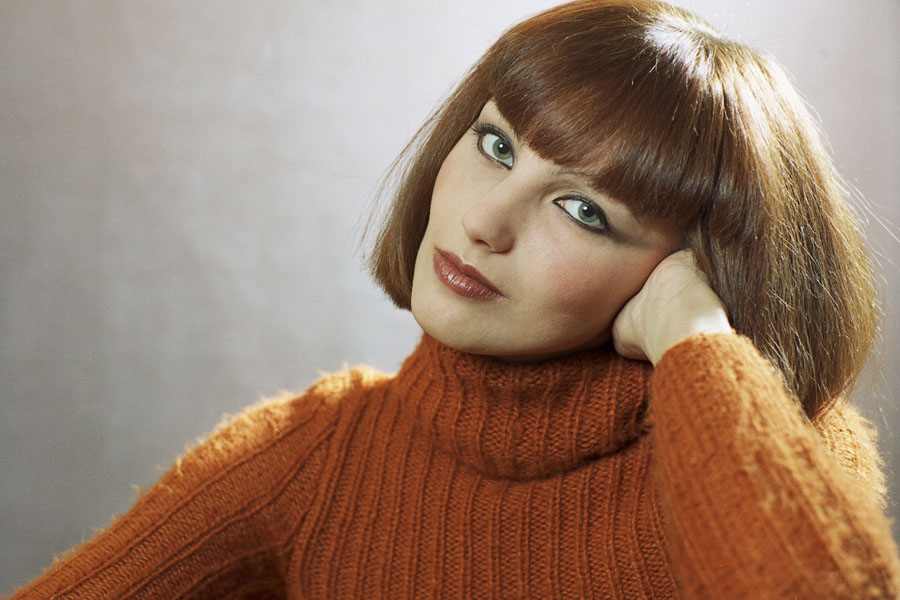
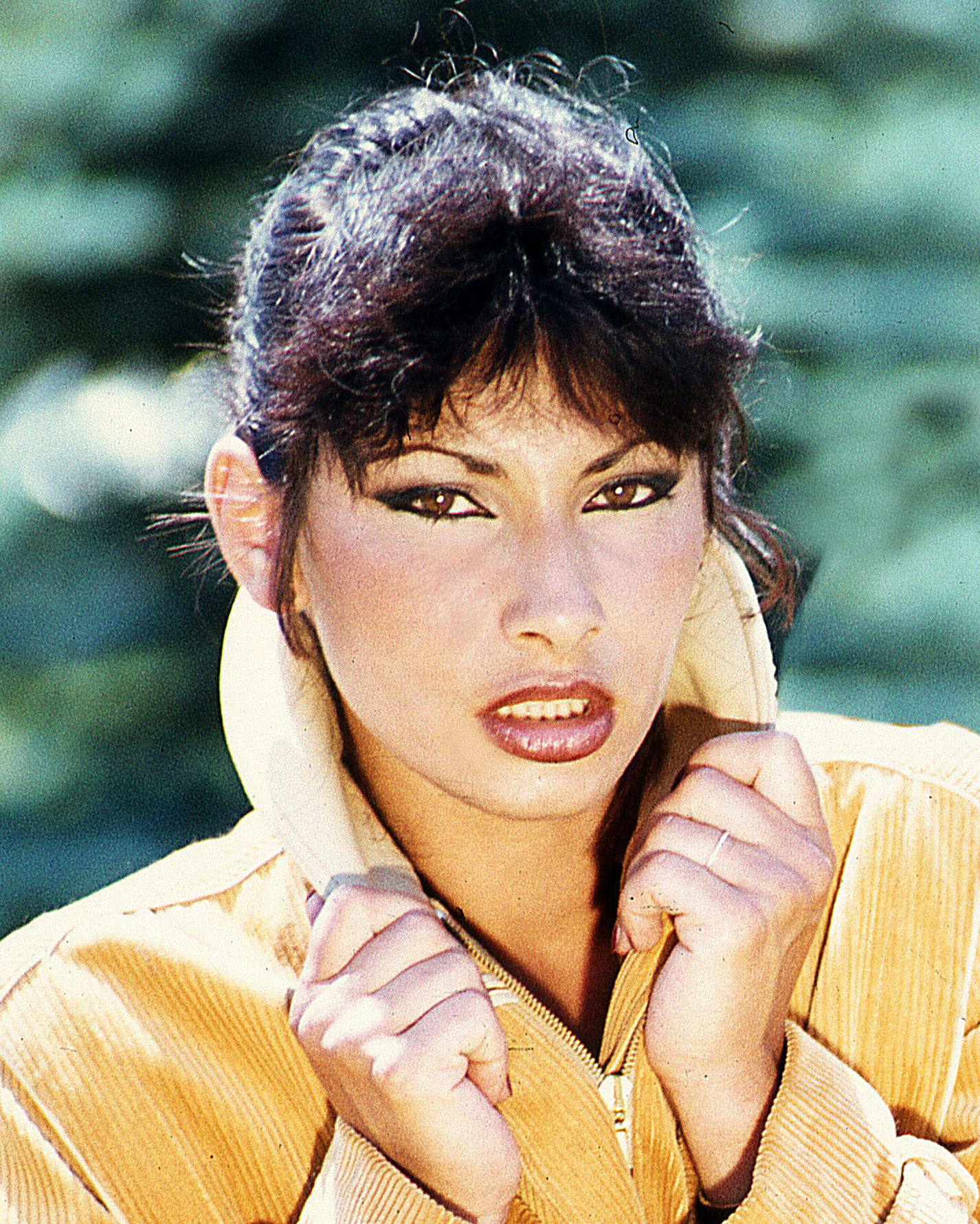
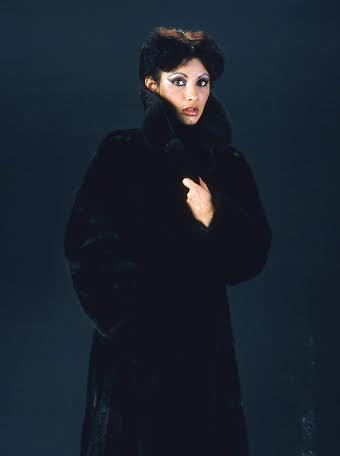
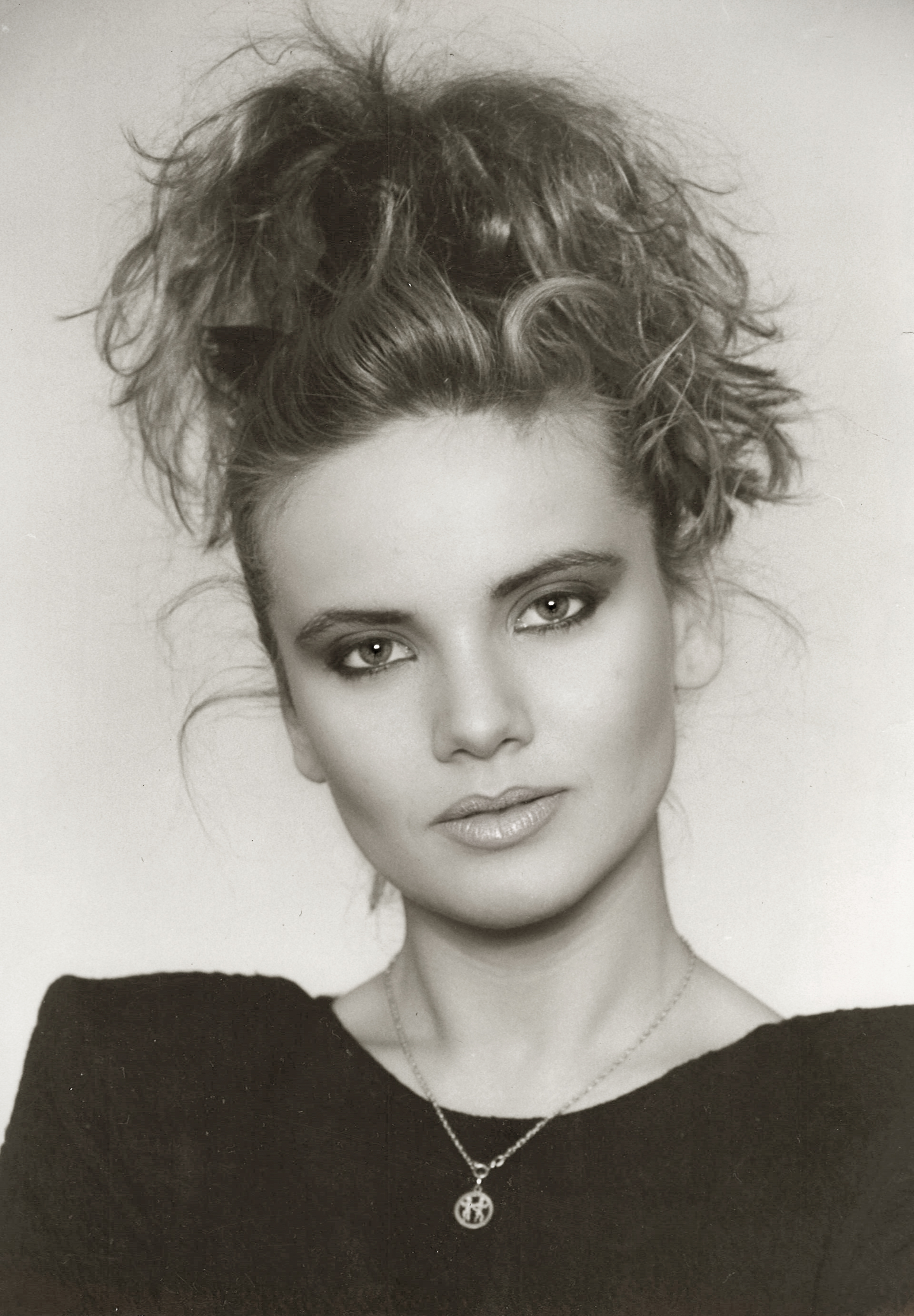
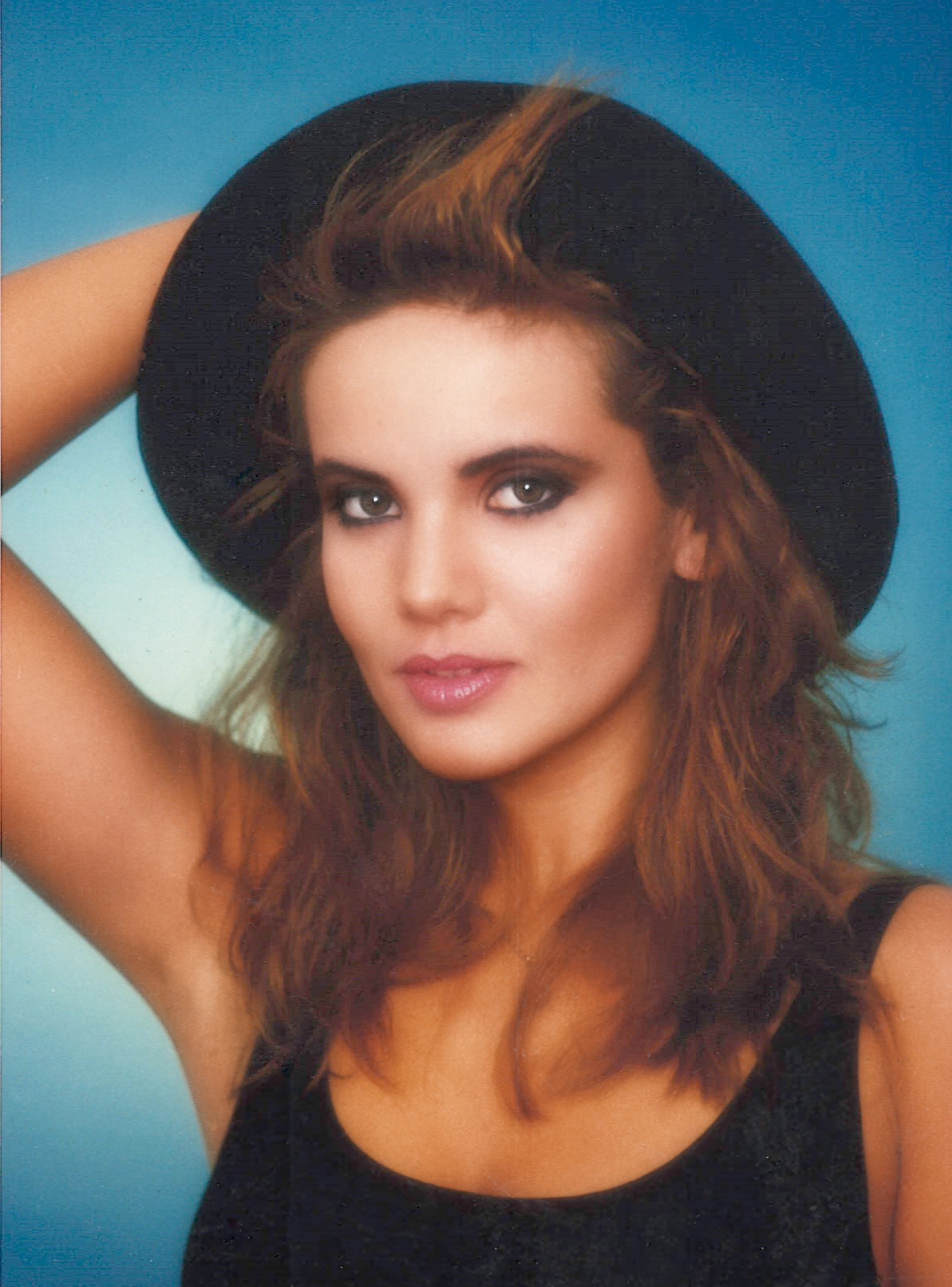